# Pauluskirche (Magdeburg)

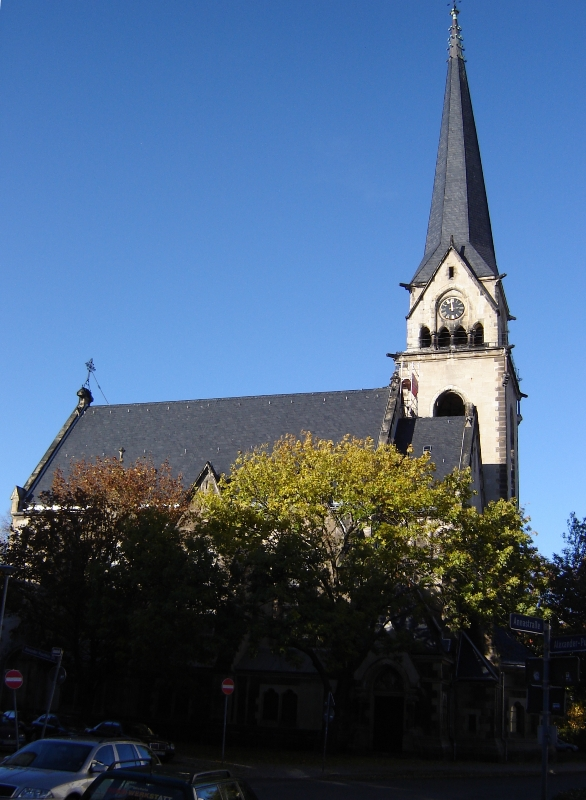
Pauluskirche von Süden

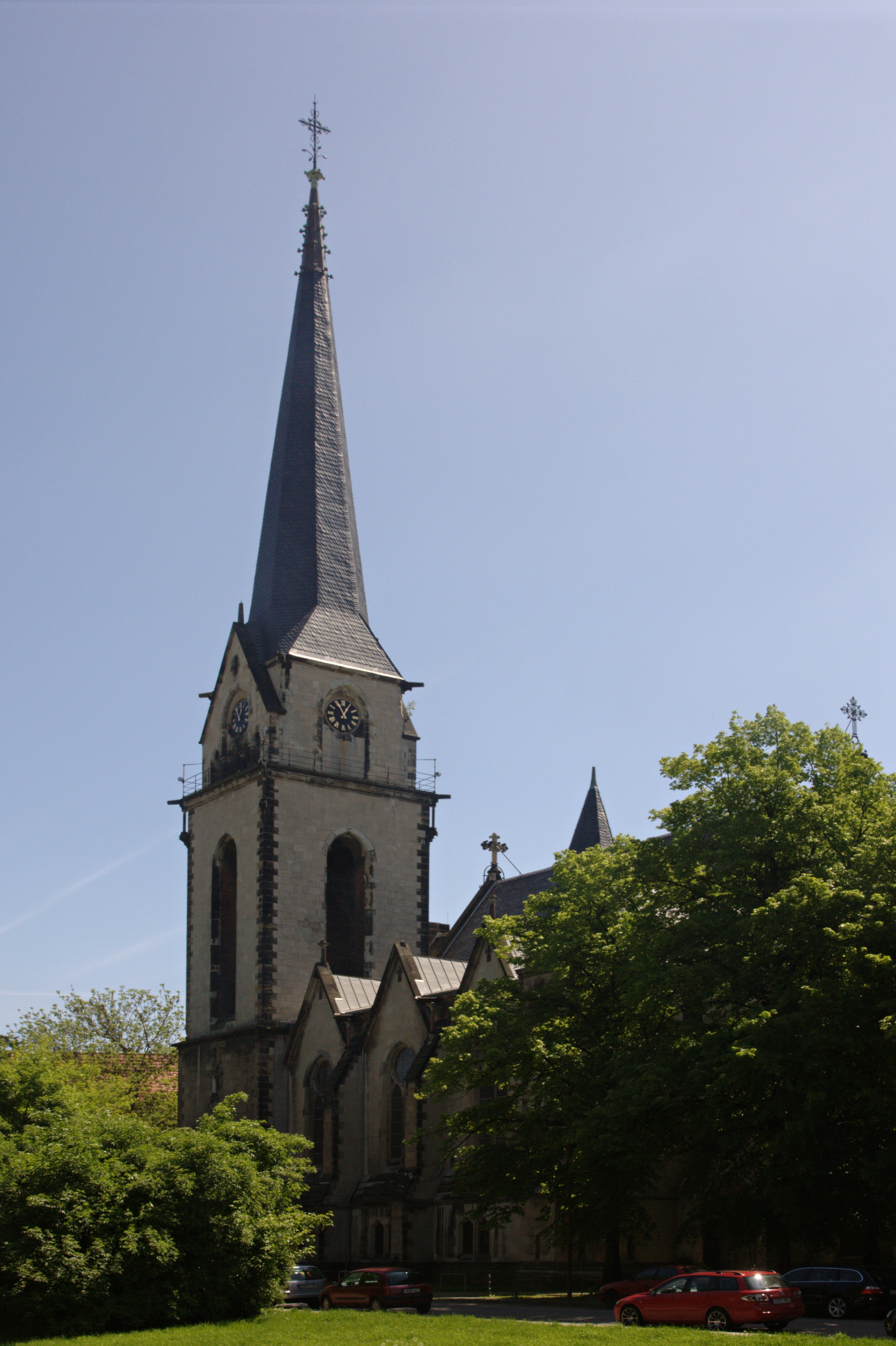
Pauluskirche von Norden

Die Pauluskirche ist die 1894–1896 erbaute evangelische Gemeindekirche des Magdeburger Stadtteils Stadtfeld Ost und ist nach dem Apostel Paulus benannt.

## Architektur und Geschichte
Das westlich vor der Stadt und Festung Magdeburg gelegene Stadtfeld gehörte ursprünglich zum Pfarrbezirk der St.-Ulrich-und-Levin-Kirche. Seit dem 18. Oktober 1888 hatte die Gemeinde für die zahlenmäßig stärker werdende Bevölkerung des Gebiets mit August Wilhelm Lübeck einen eigenen Pfarrer eingesetzt, der später noch durch einen weiteren Pfarrer unterstützt wurde. Gottesdienste fanden in der Aula einer städtischen Volksschule in der Annastraße statt.
Mit der 1891 erfolgten Aufhebung der einschränkenden Bauvorschriften aus der Festungszeit entwickelte sich der westlich der Magdeburger Altstadt gelegene Stadtteil Wilhelmstadt (heute Stadtfeld Ost) schnell zu einem Wohngebiet des wohlhabenden Bürgertums. Bereits in der Anfangsphase der Bauentwicklung wurde auch die Errichtung einer evangelischen Kirche geplant. Nachdem die bisher genutzte Schulaula aus Platznot zu neuen Klassenräumen umgebaut werden sollte, beschloss der Gemeinderat von St. Ulrich und Levin den Bau der neuen Kirche. Vom Magistrat der Stadt Magdeburg erwarb die Gemeinde für 35.000 Mark das Baugrundstück. Der Kaufpreis wurde durch die Veräußerung anderer Pfarrgrundstücke aufgebracht. In der Übergangszeit wurde die Schulturnhalle für die Gottesdienste genutzt.
Zum Bau der Kirche wurde im Dezember 1893 ein Architekturwettbewerb ausgelobt. An dem Wettbewerb nahmen u. a. Architekten, wie Friedrich Möller, Robert Mühlberg, das Berliner Architekturbüro Zaar & Vahl und der Leipziger Architekt Friedrich Felix Thalheim (1861–1922) teil. Als Kostenrahmen wurde ein Betrag von 200.000 Mark genannt. Mit der Erstellung der Ausführungspläne wurden schließlich die Architekten Heinrich Reinhardt und Georg Süßenguth aus Berlin beauftragt, deren Wettbewerbsentwurf den 1. Preis erhalten hatte. Die Magdeburger Baumeister Heinrich Cornelius und Emil Jaehn, die mit einem eigenen Entwurf den 3. Preis errungen hatten, führten den Bau in den Jahren von 1894 bis 1896 aus. Das ausgewählte nur 1.770 m² große Grundstück erwies sich aufgrund seines dreieckigen Zuschnitts als schwieriger Bauplatz, sodass der Kirchturm an die Nordseite des Kirchenschiffs gebracht werden musste. Der erste Spatenstich erfolgte am 14. September 1894, die Grundsteinlegung am 31. Oktober 1894. Die Schlussabnahme nach Fertigstellung des Gebäudes fand am 25. September 1896 statt. Im Jahr 1896 wurde auch das auf der anderen Seite der Goethestraße befindliche Gemeindehaus der evangelischen Paulusgemeinde errichtet. 1902 kam das Pfarrhaus in der Goethestraße 28 hinzu.
Es entstand eine zweischiffige Hallenkirche im neugotischen Baustil, deren Außenmauern wie 900 Jahre zuvor beim Magdeburger Dom mit Ummendorfer Sandstein verkleidet wurden. Das schmale Seitenschiff wurde an die Nordseite des Hauptschiffes angefügt. Der Turm erhielt einen quadratischen Grundriss und eine schlanke achteckige Spitze. Die Längsseiten des Kirchenschiffs wurden mit jeweils drei Zwerchgiebeln versehen, und die Fassade ist dem neugotischen Baustil entsprechend mit Kapitellen, Mosaiken und Fensterteilungen (Maßwerk) geschmückt. Das Satteldach und die Turmspitze sind mit Schiefer gedeckt.
Die Kirche sollte Raum für 900 Personen bieten, daher wurden ursprünglich zwei Emporen vorgesehen. Heute verläuft eine Empore, die von Granitsäulen getragen wird, an den Wänden des Hauptschiffes. Der Kirchenraum wird von Kreuzrippengewölben geschlossen.
Die Kirche ist als Baudenkmal denkmalgeschützt. Der Bereich der Kirche gehört darüber hinaus zum Denkmalbereich Goethestraße 22–28. Der Kirchturm ist 65 m hoch.

## Orgel
Während einer Innensanierung in den Jahren 1964 bis 1966 wurde vieles von der ursprünglichen Ausstattung entfernt, lediglich die 1896 von dem Zörbiger Orgelbaumeister Wilhelm Rühlmann sen. als dessen Opus 182 erbaute Orgel mit ihrem neugotischen Prospekt, entworfen und hergestellt von Holzbildhauer Gustav Kuntzsch aus Wernigerode, und die acht Farbglasfenster der Firma Ferdinand Müller mit biblischen Darstellungen blieben erhalten.
Die Orgel war 1949 geringfügig verändert worden und wurde 2007 durch die Orgelbaufirma Hüfken auf den originalen Zustand zurückgeführt und restauriert, wobei das zweite Manual als Schwellwerk angelegt wurde. Das Instrument hat 30 Register auf zwei Manualen und Pedal.
| I Hauptwerk C–f3 |              |       |
| 1.               | Bordun       | 16′   |
| 2.               | Prinzipal    | 8′    |
| 3.               | Hohlflöte    | 8′    |
| 4.               | Gemshorn     | 8′    |
| 5.               | Gedackt      | 8′    |
| 6.               | Gamba        | 8′    |
| 7.               | Octave       | 4′    |
| 8.               | Flauto harm. | 4′    |
| 9.               | Quinte       | 2 ⁄3′ |
| 10.              | Octave       | 2′    |
| 11.              | Mixtur IV    |       |
| 12.              | Trompete     | 8′    |

| II Schwellwerk C–f3 |                  |     |
| 13.                 | Gedackt          | 16′ |
| 14.                 | Principal        | 8′  |
| 15.                 | Lieblich Gedackt | 8′  |
| 16.                 | Flauto traverso  | 8′  |
| 17.                 | Dolce            | 8′  |
| 18.                 | Salicional       | 8′  |
| 19.                 | Vox celeste      | 8′  |
| 20.                 | Fugara           | 4′  |
| 21.                 | Flauto amabile   | 4′  |
| 22.                 | Mixtur III       |     |

| Pedal C–f1 |              |     |
| 23.        | Violon       | 16′ |
| 24.        | Subbaß       | 16′ |
| 25.        | Gedacktbaß   | 16′ |
| 26.        | Principalbaß | 8′  |
| 27.        | Gedacktbaß   | 8′  |
| 28.        | Cello        | 8′  |
| 29.        | Oktavbaß     | 4′  |
| 30.        | Posaune      | 16′ |

- Koppeln: II/I, I/P, II/P

Der in den 1960er Jahren vorgenommene unansehnliche weiße Innenanstrich und die wegen Material- und Finanzmängeln zur DDR-Zeit unterbliebene Unterhaltung der Außenhaut ließen das Gotteshaus zunehmend vernachlässigt erscheinen. Erst mit der deutschen Wiedervereinigung konnte durch Spenden und Fördermittel sowie durch kostengünstige Arbeitsbeschaffungsmaßnahmen eine Totalsanierung ermöglicht werden. Von 1997 bis 2002 wurden für 2,3 Millionen Euro die Fassade erneuert und dem Innenraum die historische Farbgestaltung wiedergegeben. In einer zweiten Phase wurden das Dach und der Turm erneuert.